# Izabella
Az Izabella női név vagy az Elisabeth (Erzsébet) spanyol eredetű alakváltozata vagy a babiloni-héber eredetű bibliai Izebel, Jesabel névnek a módosulása, aminek jelentése: van Úr.

## Rokon nevek
- Iza:[1] az Izabella és az Izolda több nyelvben meglévő beceneve, a magyarban elsősorban az Izabelláé.[2]
- Izabel:[1] az Izabella név több nyelvben meglévő alakváltozata.[2]
- Izabell:[1] az Izabella név több nyelvben meglévő alakváltozata.[2]

Bella

## Gyakorisága
Az 1990-es években az Izabella ritka, az Iza, Izabel és Izabell szórványos név volt, a 2000-es években az Izabella a 81-98. leggyakoribb női név, a többi nem szerepel az első 100-ban.

## Névnapok
Izabella, Iza, Izabel, Izabell
- január 4.[2]
- február 26.,[2] szökőévekben február 27.
- június 8.[2]
- július 4.[2]
- július 12.[2]
- augusztus 31.[2]
- november 17.[2]
- szeptember 1.[2]

## Híres Izabellák, Izák, Izabelek, Izabellek
- „Izabella” utónevű személyek szócikkeinek listája a Wikidata alapján
- „Isabel” utónevű személyek szócikkeinek listája a Wikidata alapján
- „Isabella” utónevű személyek szócikkeinek listája a Wikidata alapján
- „Ísabella” utónevű személyek szócikkeinek listája a Wikidata alapján
- „Isabelle” utónevű személyek szócikkeinek listája a Wikidata alapján
- „Iza” utónevű személyek szócikkeinek listája a Wikidata alapján
- „Izabel” utónevű személyek szócikkeinek listája a Wikidata alapján
- „Izabela” utónevű személyek szócikkeinek listája a Wikidata alapján
- „Izabela (Изабела)” utónevű személyek szócikkeinek listája a Wikidata alapján